# Dinara Safina
Dinara Mihajlovna Safina (rus. Дина́ра Муби́новна Са́фина, Moskva, 27. travnja 1986.) umirovljena je ruska tenisačica tatarske nacionalnosti. Sestra je bivšeg tenisača Marata Safina. Marat i Dinara su jedini brat i sestra u povijesti tenisa koji su bili broj 1 na ATP i WTA ljestvicama.

## Životopis
Safina je rođena u Moskvi, gdje su živjeli njezini roditelji; majka joj je bila prva trenerica, dok je otac bio predsjednik teniskog kluba Spartak. Godine 1994. s obitelji je preselila u Valenciju.
Profesionalnu karijeru počela je 2000. godine i od tada je osvojila jedanaest pojedinačnih WTA naslova i osam naslova u igri parova. Prvi puta je na nekom WTA turniru igrala 2002. godine (Estoril), a prvi naslov osvaja već iste godine u poljskom Sopotu, na svom četvrtom WTA turniru. Iste godine ulazi i među 100 najboljih tenisačica svijeta.
Godine 2003. osvaja svoj drugi naslov i tim rezultatom ulazi u Top 50. Od ostalih značajnijih rezultata te godine su joj tri četvrtzavršnice (Doha, Sopot, Šangaj) i četvrto kolo US Opena (izgubila od Justine Henin). Godinu poslije obilježile su mnogobrojne ozljede, ali je ipak uspjela osvojiti svoj prvi turnir u konkurenciji parova. Bilo je to u Pekingu, a partnerica joj je bila Emanuelle Gagliardi.
Godina 2005. bila joj je najuspješnija u dotadašnjoj karijeri. Osvojila je dva turnira u pojedinačnoj konkurenciji (Pariz Indoors i Prag) te jedan u konkurenciji parova (Hertogenbosch s Medinom Garrigues). Iste godine zabilježila je nekoliko pobjeda nad Top 10 igračicama, uključujući i onu nad Marijom Šarapovom, u tom trenutku najboljom na svijetu. Godinu završava među 20.
Dobre igre nastavljaju se i u 2006. godini. Safina igra dvije četvrtzavršnice Grand Slama, osvaja dva turnira u igri parova (Zlatnu obalu s Meghann Shaughnessy i Antwerpen s Katarinom Srebotnik), te prvi put ulazi u Top 10. I 2007. je godinu započela odlično, osvajanjem turnira "Zlatna obala", i to u obje konkurencije.
Prvi Grand Slam naslov osvojila je na US Openu s partnericom Natalie Dechy. Da se dobro osjeća na turniru "Zlatna obala" potvrdila je obranom naslova 2008. u konkurenciji parova (Agnesz Szavay). Bio je to njen sedmi naslov u parovima. Sa sunarodnjakinjom Vesninom osvaja turnir iz Masters serije u Indian Wellsu. U lipnju te godine uzela je Željka Krajana za svog trenera. Mnogo je napredovala u igri, što se očitovalo osvajanjem turnira u Berlinu i igranjem u finalu Roland Garrosa, gdje ju je porazila Ana Ivanović. Do kraja godine osvojila je još turnire u Los Angelesu, Montrealu i Tokiju.
Dana 20. travnja 2009. Safina je zasjela na prvo mjesto WTA ljestvice. Slijedilo je osvajanje turnira u Rimu i Madridu te ponavljanje prošlogodišnjeg uspjeha, finale Roland Garrosa, u kojem je poražena od dugogodišnje suparnice, Svetlane Kuznjecove. U polufinalu Wimbledona iste godine sa 6:0, 6:1 "pregazila" ju je Venus Williams, dok je u trećem kolu US Opena poražena od Čehinje Petre Kvitove.

## Osvojeni WTA turniri (19)

### Pojedinačno (11)
| Legenda               |
| Grand Slam (0)        |
| WTA Championships (0) |
| Tier I (3)            |
| Tier II (2)           |
| Tier III (2)          |
| Tier IV (2)           |
| Premier Mandatory (1) |
| Premier 5 (1)         |
| International (1)     |

| Br. | Nadnevak          | Turnir       | Podloga | Suparnica u finalu  | Rezultat           |
| 1.  | 27. srpnja 2002.  | Sopot        | Zemlja  | Henrieta Nagyová    | 6:3, 4:0 (predaja) |
| 2.  | 13. srpnja 2003.  | Palermo      | Zemlja  | Katarina Srebotnik  | 6:3, 6:4           |
| 3.  | 13. veljače 2005. | Pariz        | Tepih   | Amélie Mauresmo     | 6:4, 2:6, 6:3      |
| 4.  | 15. svibnja 2005. | Prag         | Zemlja  | Zuzana Ondrášková   | 7:6(2), 6:3        |
| 5.  | 6. siječnja 2007. | Zlatna Obala | Tvrda   | Martina Hingis      | 6:3, 3:6, 7:5      |
| 6.  | 11. svibnja 2008. | Berlin       | Zemlja  | Elena Dementieva    | 3:6, 6:2, 6:2      |
| 7.  | 27. srpnja 2008.  | Los Angeles  | Tvrda   | Flavia Pennetta     | 6:4, 6:2           |
| 8.  | 3. kolovoza 2008. | Montreal     | Tvrda   | Dominika Cibulková  | 6:2, 6:1           |
| 9.  | 21. rujna 2008.   | Tokio        | Tvrda   | Svetlana Kuznjecova | 6:1, 6:3           |
| 10. | 9. svibnja 2009.  | Rim          | Zemlja  | Svetlana Kuznjecova | 6:3, 6:2           |
| 11. | 17. svibnja 2009. | Madrid       | Zemlja  | Caroline Wozniacki  | 6:2, 6:4           |
| 12. | 26. srpnja 2009.  | Portorož     | Tvrda   | Sara Errani         | 6:7(5), 6:1, 7:5   |

### Parovi (8)
| Br. | Nadnevak          | Turnir        | Podloga | Partnerica              | Suparnice u finalu                    | Rezultat           |
| 1.  | 26. rujna 2004.   | Peking        | Tvrda   | Emmanuelle Gagliardi    | Gisela Dulko Maria Vento-Kabchi       | 6:4, 6:4           |
| 2.  | 18. lipnja 2005.  | Hertogenbosch | Trava   | Anabel Medina Garrigues | Iveta Benešová Nuria Llagostera Vives | 6:4, 2:6, 7:611    |
| 3.  | 7. siječnja 2006. | Zlatna obala  | Tvrda   | Meghann Shaughnessy     | Cara Black Rennae Stubbs              | 6:2, 6:3           |
| 4.  | 19. veljače 2006. | Antverpen     | Tepih   | Katarina Srebotnik      | Stéphanie Foretz Michaëlla Krajicek   | 6:1, 6:1           |
| 5.  | 6. siječnja 2007. | Zlatna obala  | Tvrda   | Katarina Srebotnik      | Iveta Benešová Galina Voskoboeva      | 6:3, 6:4           |
| 6.  | 9. rujna 2007.    | US Open       | Tvrda   | Nathalie Dechy          | Jung-Jan Čan Čia-Jung Čuang           | 6:4, 6:2           |
| 7.  | 5. siječnja 2008. | Zlatna obala  | Tvrda   | Ágnes Szávay            | Zi Jan Ćie Ženg                       | 6:1, 6:2           |
| 8.  | 22. ožujka 2008.  | Indian Wells  | Tvrda   | Jelena Vesnina          | Zi Jan Ćie Ženg                       | 6:1, 1:6, [10]:[8] |

## Vanjske poveznice
- Službena stranica (engl.) (rus.)
- WTA profil  Arhivirana inačica izvorne stranice od 29. svibnja 2008. (Wayback Machine)